# ОШ Станимир Вељковић Зеле Бојник
ОШ „Станимир Вељковић Зеле” у Бојнику, једна је од установа основног образовања на територији општине Бојник.
Школа носи име по Станимиру Вељковићу Зелу, учеснику Народноослободилачке борбе и народном хероју Југославије.
Први подаци о школи у Бојнику забележени су да је потојала у приватној згради, док је прва званична школска зграда изграђена је на месту садашњег дела школске зграде око 1890. године, поред полусрушене турске џамије. Први учитељ те нове школе, за чији се рад старала држава био је Богољуб Вукадиновић.
Ратни вихор није мимоилазио школу, тако да је 1915. године школска зграда спаљена. Српска војска је у то време одступала за Албанију, па је школу запалила српска војска јер је у њој била смештена топовска муниција. За време Другог светског рата школа није радила од 1941. до 1944. године. Иста је демолирана и паљена 17. фебруара 1942. године када је и извршено велико стрељање родољуба од стране бугарских фашиста.
С годинама школа је расла и развијала се тако да од 1952/53. школске године школа прераста у осмогодишњу. Временом су и по осталим селима почеле да се граде школе. Тако је 27. децембра 1972. године у регистар Привредног суда у Нишу, школа први пут уписана, а општина заведена као оснивач.
Школа у Бојнику као осморазредна је матична, а у околним селима су њена издвојена одељења, тако да је данас матична школа са девет издвојених четвороразредних школа и то у Придворици, Ђинђуши, Лапотинцу, Плавцу, Зелетову, Доњем Коњувцу, Црквици, Каменици и Мрвешу.